# Nadarzyn (gromada)
Nadarzyn – dawna gromada, czyli najmniejsza jednostka podziału terytorialnego Polskiej Rzeczypospolitej Ludowej w latach 1954–1972.
Gromady, z gromadzkimi radami narodowymi (GRN) jako organami władzy najniższego stopnia na wsi, funkcjonowały od reformy reorganizującej administrację wiejską przeprowadzonej jesienią 1954 do momentu ich zniesienia z dniem 1 stycznia 1973, tym samym wypierając organizację gminną w latach 1954–1972.
Gromadę Nadarzyn z siedzibą GRN w Nadarzynie utworzono – jako jedną z 8759 gromad na obszarze Polski – w powiecie pruszkowskim w woj. warszawskim, na mocy uchwały nr VI/10/15/54 WRN w Warszawie z dnia 5 października 1954. W skład jednostki weszły obszary dotychczasowych gromad Kajetany, Nadarzyn i Walendów oraz P.G.R. Paszków z dotychczasowej gromady Wolica ze zniesionej gminy Nadarzyn, ponadto kolonia Stefanka z dotychczasowej gromady Strzeniówka ze zniesionej gminy Helenów, w tymże powiecie. Dla gromady ustalono 24 członków gromadzkiej rady narodowej.
1 stycznia 1958 do gromady Nadarzyn przyłączono obszar zniesionej gromady Stara Wieś w tymże powiecie oraz wieś Szamoty z gromady Mroków w powiecie piaseczyńskim w tymże województwie.
1 stycznia 1959 do gromady Nadarzyn przyłączono wieś Wolica z gromady Janki w powiecie piaseczyńskim.
31 grudnia 1959 do gromady Nadarzyn przyłączono obszar zniesionej gromady Młochów w powiecie pruszkowskim; z gromady Nadarzyn wyłączono natomiast obszar Państwowego Gospodarstwa Rolnego Urszulin, włączając go do znoszonej gromady Adamowizna w powiecie grodziskomazowieckim w tymże województwie.
31 grudnia 1961 do gromady Nadarzyn przyłączono wieś Parole z gromady Mroków w powiecie piaseczyńskim w tymże województwie.
Gromada przetrwała do końca 1972 roku, czyli do kolejnej reformy gminnej. 1 stycznia 1973 w powiecie pruszkowskim reaktywowano gminę Nadarzyn.